# Herbert Buhtz
Herbert Buhtz   (Coblença, 12 d'abril de 1911 - Berlín, 7 de juny de 2006) va ser un remer alemany que va competir durant la dècada de 1930.
El 1932 guanyà la Diamond Challenge Sculls de la Henley Royal Regatta superant a Gerhard Boetzelen en la final. Aquell mateix any, fent parella amb Boetzelen, va prendre part en els Jocs Olímpics de Los Angeles, on guanyà la medalla de plata en la competició del doble scull del programa de rem. El 1934 tornà a guanyar la Diamond Challenge Sculls a Henley. El 1938 es proclamà campió d'Europa de vuit amb timoner.
Posteriorment exercí d'entrenador de rem.